# Paris Is Burning (film)
Paris is Burning er en amerikansk dokumentarfilm fra 1990 og filmen er instrueret af Jennie Livingston.

## Medvirkende
- Dorian Corey
- Peber LaBeija
- Venus Xtravaganza
- Octavia St. Laurent
- Willi Ninja
- Angie Xtravaganza
- Sol Pendavis
- Freddie Pendavis
- Junior Labeija
- Paris Dupree